# Raymond Savignac
Raymond Savignac (Parigi, 6 novembre 1907 – Trouville-sur-Mer, 29 ottobre 2002) è stato un pubblicitario francese.
Con uno stile graficamente molto sintetico e colorato (che ricorda le illustrazioni per l'infanzia) e caratterizzato a livello retorico dall'impiego dell'umorismo, 
è stato uno dei più importanti cartellonisti pubblicitari francesi della seconda metà del Novecento.

## Biografia

### Esordi
Savignac abbandona la scuola all'età di 15 anni per intraprendere la carriera dell'artista. Intorno al 1922 debutta come disegnatore per la Compagnie des Transports Parisiens e collabora con Robert Lortac, autore di cartoni animati per la pubblicità. Al contempo frequenta i corsi serali di disegno industriale.
Grande ammiratore di Charlie Chaplin che in qualche modo influenzerà il suo modo di far pubblicità, sovente caratterizzato dall'uso di una miscela di umorismo e poesia.
A partire dal 1928 ottiene alcune piccole commissioni e realizza vari manifesti. Lavora per Miramar, Hachard e Métropole Publicité.
Nel 1935 incontra quello che poi diventerà uno dei suoi principali maestri, Cassandre, che gli commissiona un cartellone pubblicitario ("Maria Grimal" per Rocquefort, edito dalla Alliance Graphique). Grazie a Cassandre matura la concezione del manifesto come puro mezzo di comunicazione, dove il cartellonista deve avere semplicemente il ruolo di tramite tra il commerciante e il pubblico: un pubblicitario non deve emettere pubblicità, ma la deve trasmettere. Deve stabilire una comunicazione nel modo più chiaro, potente e preciso possibile. Non è richiesto il suo parere.

Tale collaborazione s'interromperà qualche anno dopo, nel 1938, quando Cassandre partirà per gli Stati Uniti.
Allo scoppio della Seconda guerra mondiale Savignac viene arruolato e parte per Digione. Nel 1940 è di rientro a Parigi, e l'anno successivo incontra il pubblicitario Robert Guérin, che gli permette di entrare in un consorzio istituito e diretto da Eugène Schueller (fondatore della L'Oréal).

### La carriera di pubblicitario

Manifesto disegnato nel 1956 da Raymond Savignac per il lancio del quotidiano Il Giorno riprodotto in un francobollo del 2006

Dopo la guerra, nel 1948, Savignac incontra Bernard Villemot. Quest'ultimo, cartellonista pubblicitario affermato, lo invita a lavorare presso il suo studio. L'incontro con Villemot è particolarmente importante perché è in questo ambito che la carriera di pubblicitario di Savignac ha ufficialmente inizio. Disegna quella che successivamente resterà una delle sue opere più celebri, il manifesto per la saponetta "Monsavon au Lait" (1949).
Durante la prima metà degli anni cinquanta realizza molti lavori: per le vernici Astral, per i prodotti alimentari della Floréa, per la lana d'Aoust, per i vini Cinzano, per l'Air Wick, per i materassi Tréca, e per le sigarette Gitanes. Espone opere a Parigi e ad Amburgo. Conia la definizione «Il manifesto è uno scandalo visivo».

Nel 1954 inaugura un proprio atelier a Parigi, in rue Volney. Viaggia in America.
Durante la seconda metà degli anni cinquanta cura l'immagine grafica e realizza manifesti per importanti quotidiani quali Il Giorno (1956) e il Times (1958). Realizza inoltre uno dei suoi poster più celebri, quello per gli pneumatici Dunlop (1953 circa).
Tra i lavori più importanti degli anni sessanta è possibile citare quelli per SNCF, Maggi, Aspro e il manifesto per il festival del circo di Monaco. Vengono allestite mostre delle sue opere a New York, Parigi, Amiens e Montréal. Realizza costumi e decorazioni per il teatro, nonché locandine per il cinema. Nel 1964 aderisce al Documenta 3.
Divenuto uno dei più importanti pubblicitari francesi, nel 1971 sposta la sede del proprio atelier da rue Volney a Villa Brune, e nel 1975 pubblica la propria autobiografia. Nel 1978 collabora col neonato Musée de l'Affiche di Parigi.
A cavallo tra la fine degli anni settanta e l'inizio degli anni ottanta lascia Parigi per trasferirsi a Trouville-sur-Mer, cittadina sulla baia della Senna. Sempre in questo periodo realizza lavori per i rasoi Bic, per la Biblioteca nazionale di Francia, per il Secours Populaire Français, per la Citroën e per altri ancora.
Durante gli anni ottanta viene allestita la mostra "Savignac au Musée de l'affiche" e vengono esposte opere a Trouville, Fréjus, Honfleur e Monaco di Baviera. Nel 1984 disegna il manifesto per la finale degli Europei di calcio.

Realizza varie opere per la città di Trouville, e nel 1993 la stessa città dedica a Savignac una sala permanente nel museo locale (Villa Montebello).
Nel 1995 cura la campagna pubblicitaria per la Gendarmerie nationale.
Nella seconda metà degli anni novanta vengono allestite varie mostre: la retrospettiva per il "Mois du Graphisme" a Échirolles, l'esposizione "50 ans d'affiches" a Montpellier, una mostra a Tel Aviv, e infine l'esposizione "Savignac s'affiche à Thionville Lumière" nel 2000.

Nel 1998 Savignac realizza il manifesto per l'esposizione "Toute la France, histoire de l'immigration en France au XXème siècle" al museo di storia contemporanea-BDIC. Nel 1999 quello per l'esposizione "la Corse à Corte".
Nell'anno 2000 viene presentato il premio "Prix Savignac 2000, grand prix national de l'affiche culturelle" nell'ambito della mostra "le Tour du monde de l'affiche 2000" a Boulogne-Billancourt.
Raymond Savignac muore a Trouville-sur-Mer il 30 ottobre del 2002, all'età di 94 anni.

## Lo stile
Le illustrazioni di Raymond Savignac sono contraddistinte da uno stile grafico sintetico e colorato. Egli vedeva nel disegno la spina dorsale dell’illustrazione, e nel colore l’elemento capace di rendere il tutto più rigoroso e piacevole.
Il prodotto è il soggetto principale delle sue opere. I suoi disegni, caratterizzati da tratti semplici e lineari, che conferiscono dinamismo all’interno del manifesto (come ad esempio nel poster per Perrier), sono finalizzati a ciò che maggiormente interessa l’artista durante la creazione di un’opera: lo studio del significato e la sua reale efficacia. Fondendo dunque l’accezione che egli ha del prodotto, la sua tecnica illustrativa e il forte marchio contenutistico, egli crea una conversazione rapida e significativa tra l’opera creata e il pubblico.
Uno degli elementi più caratterizzanti che accomuna tutte le opere di Savignac è l’utilizzo dello stile Naif. L’artista infatti, come ha sempre dichiarato, è stato un autodidatta, dunque la sua arte è lontana da ogni forma di accademismo.
Per quanto riguarda il carattere tipografico, esso è un elemento utilizzato con moderazione da Savignac, il quale privilegia l’uso di font semplici studiandone i pieni e vuoti affinché si crei un'armonia tra il disegno e la parola.
Nelle sue tavole si possono ritrovare le influenze sia di artisti noti come Picasso, Derain e Matisse, sia di illustratori famosi durante la gioventù di Savignac, come Cassandre, Charles Loupot, Jean Carlu, Leonetto Cappiello.

## Principali manifesti
- 1949 - Monsavon au Lait
- 1951 - Collie
- 1951 - Cinzano
- 1952 - Chaussures André
- 1952 - Le Figaro
- 1953 - Garap (manifesto per la "Paris Semaine de la publicité")
- 1953 - Dunlop
- 1956 - Il Giorno
- 1959 - Maggi ("la mucca affettata")
- 1963 - Vichy Celestins
- 1964 - Maggi ("il pollo-zuppiera")
- 1964 - Aspro (questo manifesto vince il "Gran Premio Martini")
- 1965 - penna a sfera Bic
- 1965 - Multiviseur Thomson
- 1977 - rasoio Bic
- 1984 - Euro 84/Finale (manifesto per Europei di calcio in Francia)
- 1989 - Sauvez le littoral
- 1989 - 66 Affiches pour les droits de l'homme (manifesto per una mostra itinerante organizzata per le celebrazioni del bicentenario della Rivoluzione francese)
- 1990 - Festival d'affiches de Chaumont
- 1993 - Savignac à Trouville (manifesto per l'apertura della sala permanente al Musée de Trouville)